# Карл Драгутин Брандајс
Карл Драгутин Брандајс (Чалма, код Сремске Митровице, 23. јануар 1912 – Београд, 22. јул 2006) био је учесник Народноослободилачке борбе, привредник и директор предузећа „Генекс”.

## Биографија
Карл Драгутин Брандајс рођен је 23. јануара 1912. у Чалми, код Сремске Митровице. Потиче из земљопоседничке породице. Његов отац се звао Сигмунд, а мајка Берта, рођена Бенцл. Прва три разреда основне школе завршио је у родном месту, а последњи разред основне школе и нижу реалну гимназију похађао је у Земуну, а потом Трговачку академију, коју је завршио је 1929.  године. Са рођаком Иваном Брандајсом, био је један од оснивача веслачког клуба „Галеб“ у Земуну. По завршетку академије, исте године, запослио се у Југословенској удруженој банци у Београду, где је радио до јуна 1941. године.
Марта 1941. мобилисан је у Југословенску војску, непосредно пред напад Сила осовине на Краљевину Југославију. Током краткотрајног Априлског рата, заједно са својом јединицом стигао је до Подгорице, где је су сазнали за капитулацију. Успео је да избегне заробљавање и у мају 1941. се вратио за Земун, који се тада нашао у саставу усташке НДХ. Средином 1942. када су Немци и усташе почели са хапшењима Јевреја, одлучио на прелазак у окупирану Србију, наводно као будући радник немачке организације Тот, у Бору.
Запослио се у магацину немачке фирме „Карл Куч“ на половини пута Бор-Зајечар. У мају 1943. године, премештен је у магацин надомак Бора. Ухапшен је од стране Гестапа, октобра 1943. и наредна два и по месеца провео је у логору за таоце у Зајечару, одакле је побегао 21. децембра 1943. године. До краја рата скривао се по оближњима селима Звездан и Лесковац, а једно време био је и у редовима локалног четничког одреда. У Холокаусту је током 1942. изгубио родитеље, који су убијени у логору Јасеновац, и три сестре, које су убијене од стране усташа.
Прикључио се Партизанима, заједно са супругом, у септембру 1944. године. Исте године, крајем октобра, премештен је за Београд, где је радио при Команди града као финансијски референт. Демобилисан је у новембру 1945. године.
Након демобилисања, запослио се у Индустријској банци Југославије, где је радио до октобра 1946, када је прешао у Народну банку ФНРЈ, и тамо остао до 1948. године. Током тог периода, био је шест месеци при војној мисији у Берлину, где је водио финансије. У Министарству спољне трговине Федеративне Народне Републике Југославије провео је првих седам месеци 1949, а затим се запослио у Југословенској извозној и кредитној банци, где је од 1949. до 1952. радио у представништву банке у Трсту. 
У предузећу Генексу (Генерал експорт) био је од његовог оснивања до 1970, када је први пут пензионисан. Био је на челу фирме „Combik Ges m. b. H.“ у Бечу, Генексовог заступништва за Аустрију од 1970. до коначног пензионисања 1977. године. Током рада у „Генексу” био је директор, вршилац дужности директора и директор заступништва. 
У браку са другом супругом Босом Цветић, истакнутом учесницом Народноослободилачке борбе, друштвено-политичком радницом и јунаком социјалистичког рада имао је сина Бранка. Сахрањен је у Алеји заслужних грађана на Новом гробљу, у Београду, где је претходно сахрањена његова супруга. 
Одликован је Орденом рада са златним венцем (1978).